# Цивільний процесуальний кодекс України
Цивільний процесуальний кодекс України (скор. ЦПКУ) — кодифікований акт у галузі цивільного процесуального права, який встановлює порядок судочинства у цивільних справах.
15 грудня 2017 року кодекс був викладений у новій редакції.

## Історія кодифікації цивільно-процесуального права
Перший ЦПК був схвалений ВУЦВК 30 липня 1924 р. (з чинністю від 30 грудня 1924 р.). Пізніше, значно змінений, увійшов у дію 1 грудня 1929 р. Останній ЦПК УРСР був схвалений Верховною Радою УССР 18 липня 1963 р., набув чинності 1 січня 1964 р. ЦПК УССР 1963 базувався на «Основах цивільного судочинства СССР і союзних республік», схвалених Верховною Радою СРСР 8 грудня 1961 р.
Кодекс початково складався із 6 розділів і 428 статей:
- Розділ 1 — основні принципи цивільного процесу, склад суду, докази, судові виклики, витрати, штрафи тощо;
- Розділ 2 — права й обов'язки сторін у процесі;
- Розділ 3 — регулював провадження справи у першій інстанції;
- Розділ 4 — у касаційній і наглядній інстанціях;
- Розділ 5 — був присвячений питанням виконання рішень судів;
- Розділ 6 — процесуальним правам чужинців та іноземних організацій, дипломатичних представників та бездержавних громадян (див. Цивільний процес).

## Структура
Нині чинний Цивільний процесуальний кодекс України від 18 березня 2004 р. містить такі розділи:
- Розділ I ЗАГАЛЬНІ ПОЛОЖЕННЯ
- Розділ II НАКАЗНЕ ПРОВАДЖЕННЯ
- Розділ III ПОЗОВНЕ ПРОВАДЖЕННЯ
- Розділ IV ОКРЕМЕ ПРОВАДЖЕННЯ
- Розділ V ПЕРЕГЛЯД СУДОВИХ РІШЕНЬ
- Розділ VI ПРОЦЕСУАЛЬНІ ПИТАННЯ, ПОВ'ЯЗАНІ З ВИКОНАННЯМ СУДОВИХ РІШЕНЬ У ЦИВІЛЬНИХ СПРАВАХ ТА РІШЕНЬ ІНШИХ ОРГАНІВ (ПОСАДОВИХ ОСІБ)
- Розділ VII СУДОВИЙ КОНТРОЛЬ ЗА ВИКОНАННЯМ СУДОВИХ РІШЕНЬ
- Розділ VII-1 ПРОВАДЖЕННЯ У СПРАВАХ ПРО ОСКАРЖЕННЯ РІШЕНЬ ТРЕТЕЙСЬКИХ СУДІВ ТА ПРО ВИДАЧУ ВИКОНАВЧИХ ЛИСТІВ НА ПРИМУСОВЕ ВИКОНАННЯ РІШЕНЬ ТРЕТЕЙСЬКИХ СУДІВ
- Розділ VIII ПРО ВИЗНАННЯ ТА ВИКОНАННЯ РІШЕНЬ ІНОЗЕМНИХ СУДІВ В УКРАЇНІ
- Розділ IX ВІДНОВЛЕННЯ ВТРАЧЕНОГО СУДОВОГО ПРОВАДЖЕННЯ
- Розділ X ПРОВАДЖЕННЯ У СПРАВАХ ЗА УЧАСТЮ ІНОЗЕМНИХ ОСІБ
- Розділ XI ПРИКІНЦЕВІ ТА ПЕРЕХІДНІ ПОЛОЖЕННЯ
- Кодекс в редакції 15.12.17р. відрізняється наступним:р. VII-1 став VIII з доповненнями в назві і змінами; VIII з допов. IX; IX — X-им; X - XI-им; XI - XII - им ( прикінцеві ) і XIII ( перехідні ).